# St.-Hyazinth-Kirche (Słupsk)

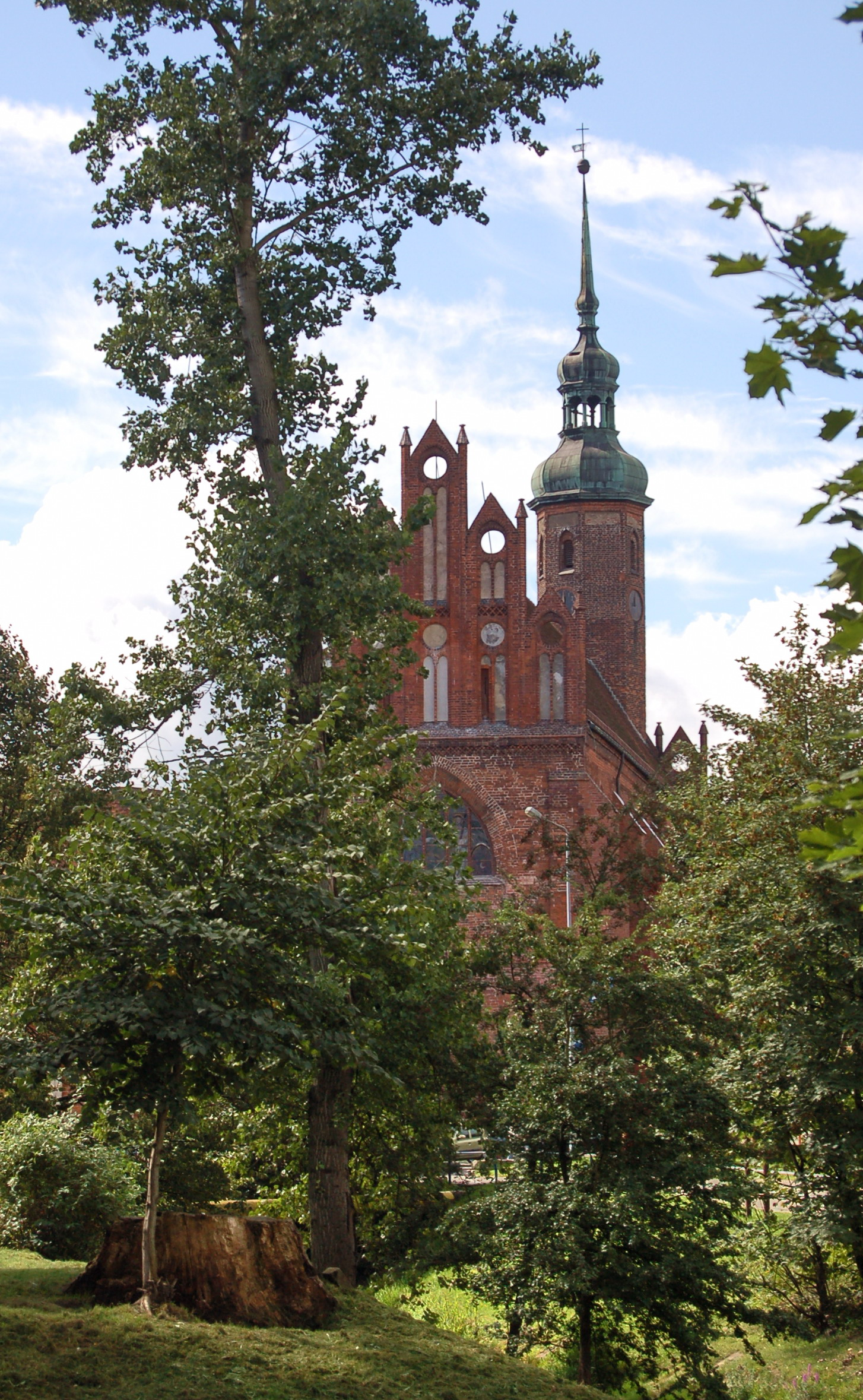
Ehemalige Schlosskirche in Słupsk

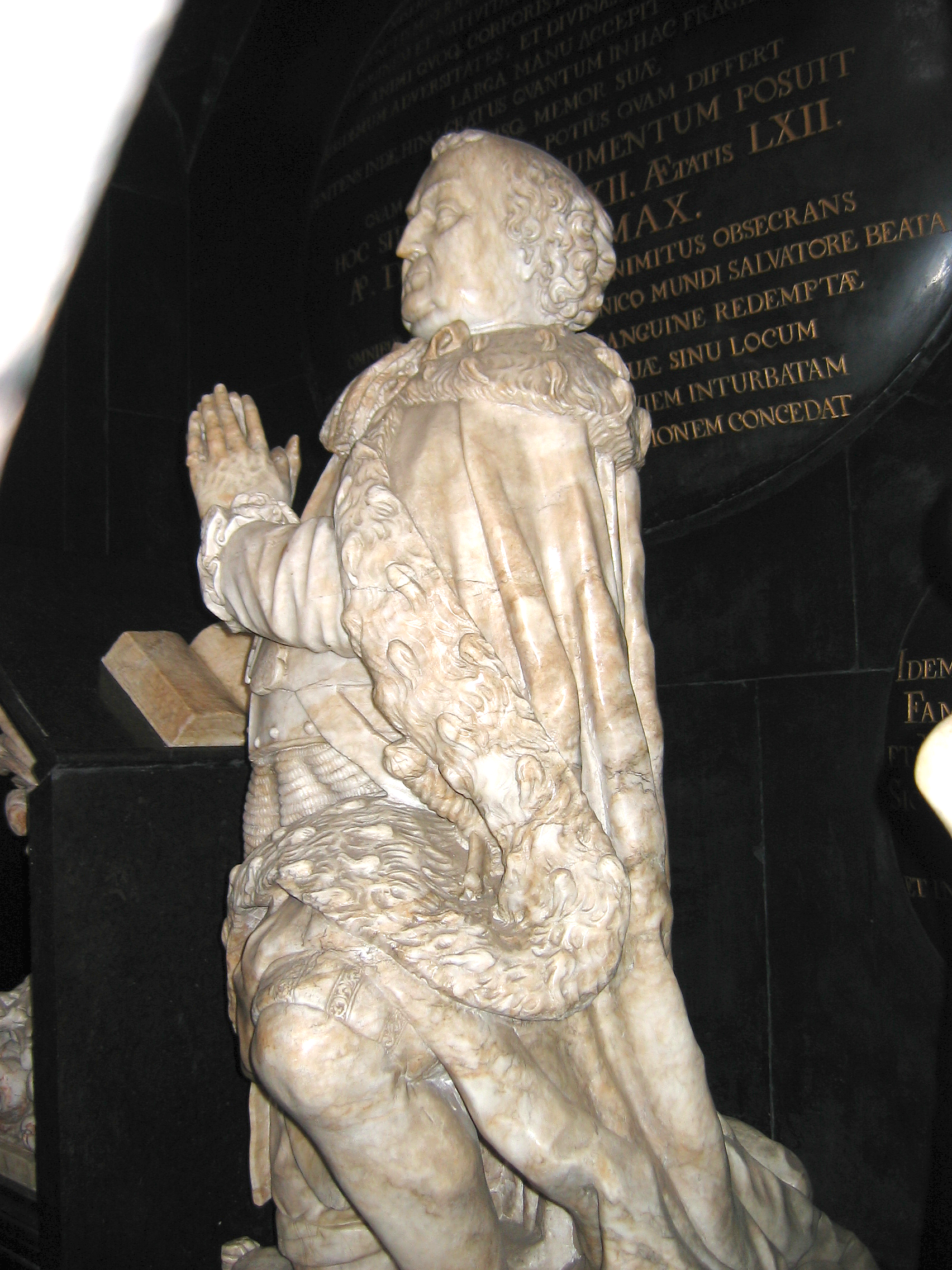
Grabmal Ernst Bogislaw von Croÿ

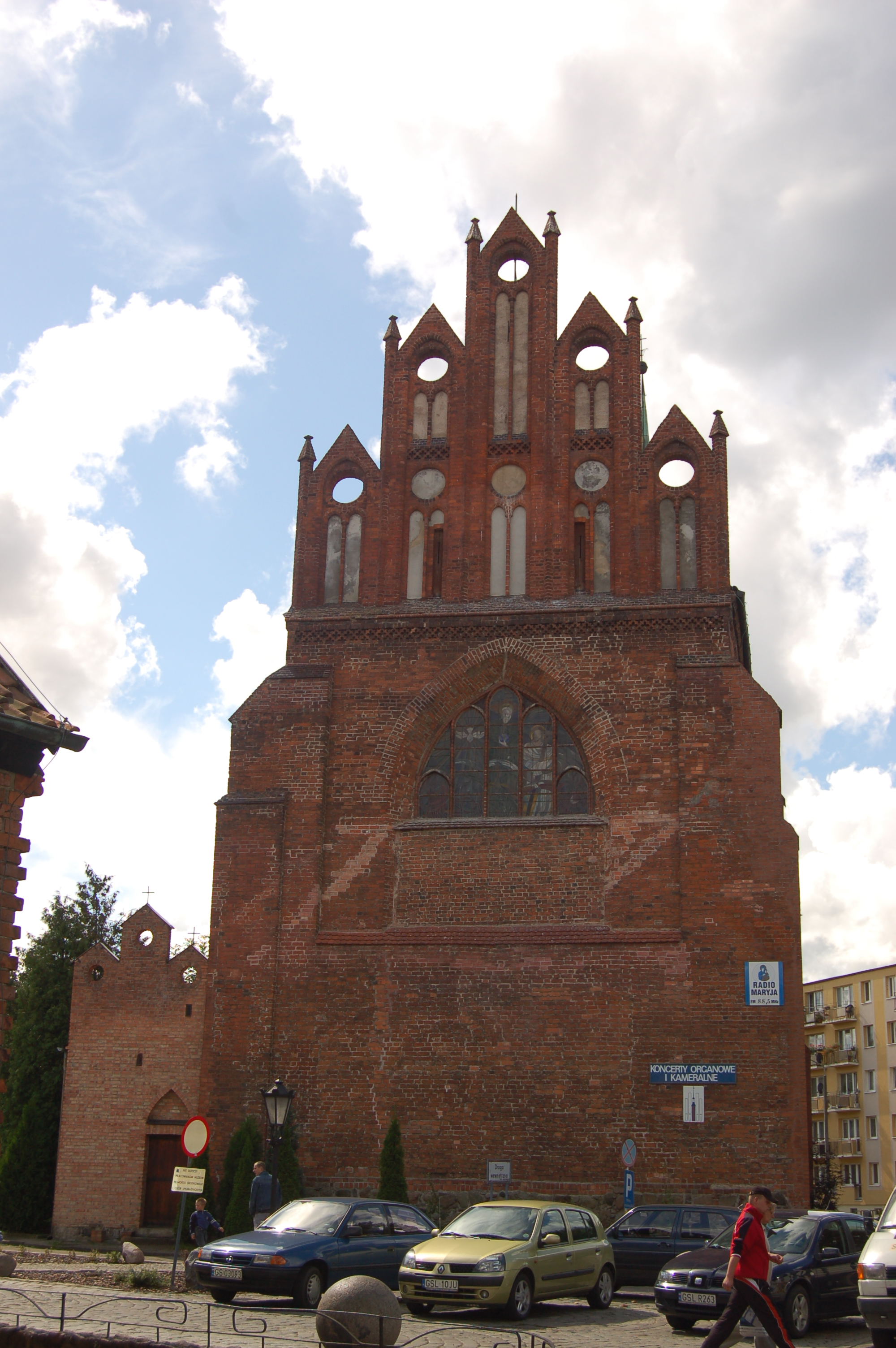
Ehemalige Schlosskirche in Słupsk

Die St.-Hyazinth-Kirche (auch Schlosskirche, bis 1946: St.-Johannis-Schloßkirche, seit 1946 polnisch: Kościół św. Jacka) in Słupsk (Stolp) ist eine im Stil der Backsteingotik errichtete Hallenkirche. Sie befindet sich in unmittelbarer Nähe des Herzogsschlosses.

## Geschichte
Die Bausubstanz der Kirche, die den Zweiten Weltkrieg recht gut überstanden hat, stammt zum Teil aus dem 13. Jahrhundert. Sie war ursprünglich Gotteshaus des 1278 gegründeten Dominikanerklosters. In seiner heutigen Form wurde der Bau im 15. Jahrhundert errichtet. Im Zuge der Enteignung der Klöster während der Reformation nahm 1534 der Rentmeister Ambrosius Vormann Kloster und Kirche in Besitz und zerstörte die Ausstattung. Zu Anfang des 17. Jahrhunderts wurde die Kirche von Herzogin Erdmute, Gattin des Herzogs Johann Friedrich (1569–1600), im Inneren barockisiert und ein westlicher schlanker Kirchturm mit barocker, kupfergedeckter Haube errichtet. Die Einweihung der wiederhergestellten Kirche erfolgte am 24. Juni (Johannistag) 1602 durch den pommerschen Generalsuperintendenten Jakob Faber.
Im Zweiten Weltkrieg blieb die Kirche weitgehend erhalten. Nach dem Zweiten Weltkrieg eignete sich die Römisch-katholische Kirche in Polen das bisher evangelische Gotteshaus an. Es erhielt 2. Februar 1946 eine Weihe auf den Heiligen Hyazinth von Polen und wird seitdem auch als St.-Hyazinth-Kirche bezeichnet. Die Kirche dient seitdem dem polnischen Dominikanerorden. Am 24. Juni 1981 wurde an der Kirche auch eine katholische Pfarrei errichtet.

## Baubeschreibung
Es handelt sich um eine im Stil der Backsteingotik errichtete Hallenkirche mit Kirchturm.

## Ausstattung
In der Kirche sind der Altar, die Kanzel und der Orgelprospekt in barocker Gestalt erhalten.
Der Altaraufsatz ist von 1602. Die Kanzel mit reichen Bemalungen und Verzierungen an Korb und Schalldeckel wird von der Gestalt des Mose getragen und wurde kürzlich umfassend restauriert.
Die Orgel hat den ältesten erhaltenen Prospekt in Hinterpommern (Woiwodschaft Westpommern) von 1657. Das heutige Instrument ist eine Rekonstruktion der historischen Orgel von Paul Fischer und Michael Berigel durch Józef Mollin von 2002. Es hat 33 Register auf drei Manualen und Pedal.
Die Epitaphien von Ernst Bogislaw von Croÿ († 1684), dem Stifter der Orgel und Neffe des letzten pommerschen Herzogs, und seiner Mutter Anna von Croÿ († 1660) sind ebenfalls erhalten.

## Evangelische Kirchengemeinden (bis 1945)
Im Jahre 1602 wurde das Gotteshaus als evangelische Schloss- und Gemeindekirche in Dienst genommen. Seit 1702 gehörte die vordem eigenständige Kirchengemeinde Kublitz mit den Orten Ulrichsfelde und Veddin als Filialkirche zu ihrem Kirchensprengel. Bis 1685 war die Gemeinde lutherisch orientiert, erhielt dann zusätzlich einen reformierten Geistlichen, der mit dem lutherischen Prediger sich bei den Gottesdiensten abwechselte. Die Bestände an Kirchenbüchern reichten bis 1685/86 zurück.
Das Kirchenpatronat war hernach königlich, später wurde es von den Stadtbehörden wahrgenommen. Zum (lutherischen) Kirchspiel der St.-Johannis-Schlosskirche gehörten im Jahre 1940 7500 Gemeindeglieder, von denen 5000 in der Stadt Stolp und 2500 in den Filialdörfern wohnten. Die (reformierte) Kirchengemeinde St. Johann (so deren offiziell-amtlicher Name) zählte insgesamt 3400 Kirchenglieder. Zuletzt vor 1945 war deren Geistlicher der Pfarrer Werner de Boor.
Die beiden Teilgemeinden der St.-Johannis-Schlosskirche gehörten bis 1945 zum Kirchenkreis Stolp-Stadt in der Kirchenprovinz Pommern der Kirche der Altpreußischen Union.

### Pfarrer
Die Geistlichen der St.-Johannis-Schlosskirche waren bis 1668 auch Hofprediger. Von 1602 bis heute amtierten hier:
1. Daniel Rubenow, 1602–1636
2. Andreas Proläus (Pröhl), 1636–1651
3. Andreas Hille, 1652–1668
4. Johann Drenckhan (aus Kublitz, nach seinem Tod wurde der Ort Filialgemeinde der St.-Johannis-Schlosskirche), 1668–1702
5. Philipp Christoph Fuhrmann, 1703–1729
6. Christian Granow, 1730–1761
7. Albrecht Immanuel Driesenthal, 1763–1781
8. Carl Friedrich Hornig, 1782–1785
9. Johann Ludwig Krech, 1785–1811
10. Johann Gottlieb Heinrich Kuß, 1811–1847
11. August David Gottfried, 1849–1868
12. Heinrich August Sahland, 1868–1910
13. Heinrich Maximilian Albert Meyer, 1910–1926
14. Otto Gehrke, 1926–1931
15. Friedrich Pieper, 1931–1941
16. Egbert Zieger (designiert ab 1942, wegen Kriegsdienst keine Amtsübernahme)

## Katholische Kirchengemeinde (seit 1981)
Am 24. Juni 1981 wurde hier eine selbständige Pfarrei errichtet, zu der derzeit 4640 Pfarrkinder gehören. Sie liegt im Dekanat Słupsk-Wschód (Stolp-Ost) im Bistum Köslin-Kolberg des Erzbistums Stettin-Cammin.